# Elfriede Wirnitzer
Elfriede Wirnitzer (1908–2003) war eine deutsche Kunsthändlerin und Galeristin, die vorwiegend mit Kunstwerken auf Papier des 20. Jahrhunderts (Druckgraphik, Zeichnungen, Aquarelle) gehandelt hat.

## Werdegang
Elfriede Wirnitzer fing  früh an im Kunsthandel zu arbeiten. Sie studierte Kunstgeschichte in Berlin und ist ab 1929 als Volontärin in der Kunsthandlung Markgraf tätig gewesen.
Von 1946 bis 1954 war sie Geschäftsführerin der Galerie Gerd Rosen in Berlin. 1955 eröffnete sie ihre eigene Galerie an der Fasanenstraße (Ecke Kantstraße) in Berlin-Charlottenburg.
1962 verlegte sie die Galerie nach Baden-Baden. Wirnitzer setzte sich vor allem für Künstler des deutschen Expressionismus und der deutschen Abstraktion ein. Zu den Kunden ihrer Galerie gehörten  deutsche Museen sowie ein großer Kreis von Privatsammler im In- und Ausland, für die Elfriede Wirnitzer auch an Auktionen im Auftrag als Käuferin auftrat.

## Dokumentarischer Teilnachlass
Die Berlinische Galerie verwahrt einen kleinen Teilnachlass der Kunsthändlerin. Dieser besteht größtenteils aus ca. 300 Autographen von deutschen, österreichischen und schweizerischen Künstlern aus den Jahren 1950 bis 2002 an die Kunsthändlerin nach Berlin und Baden-Baden. Die Briefe stehen meist in Zusammenhang mit geplanten Ausstellungen.

## Ausstellung der Kunsthandlung von Elfriede Wirnitzer (Auswahl, ab 1964)

### 1960er Jahre
- Karl Hofer. Zeichnungen. Mai–Juni 1964[4]
- Felix Vallotton. Holzschnitte, Zeichnungen, Radierungen. 9. April – 15. Mai 1966[5]
- Ewald Mataré. Holzschnitte, Aquarelle. Herbst 1966[6]

- Rolf Nesch. Graphik seit 1927. Herbst 1967[7]

- Auftakt 1968. März–April[8]

- Alfred Hrdlicka. Zeichnungen, Radierungen. Herbst 1969[9]

### 1970er Jahre
- Accrochage Frühjahr 1970[10]

- Frühjahr 1971. Erich Heckel, Karl Hofer, Max Pechstein[11]
- Karl Schmidt-Rottluff. Tuschen. Mai–Juni 1971[12]
- Hans Uhlmann. Bildhauerzeichnungen. März 1972[13]

- Ernst Ludwig Kirchner. Zeichnungen-Graphik. Mai–Juni 1972[14]
- Aquarelle und Zeichnungen. September–Oktober 1972[15]
- Mit Stift und Pinsel. Aquarelle und Zeichnungen. Herbst 1972[16]

- Franz Marc. Zeichnungen. Mai–Juni 1974[17]
- Erich Heckel. Graphik 1907–1920. SeptemberOktober 1974[18]

- Alexej Jawlensky – Zeichnungen, Lithographien – Lyonel Feininger – Zeichnungen, Holzschnitte. September–Oktober 1976[19]

- Querschnitt III. Graphik aus den ersten Jahrzehnten des XX. Jahrhunderts. Frühjahr 1978[20]
- Kunst des XX. Jahrhunderts. Aquarelle und Zeichnungen. September–Oktober 1978[21]
- Mit Stift und Pinsel V. Herbst 1978[22]

- Mit Stift und Pinsel VI. Herbst 1979[23]
- Werner Heldt. Zeichnungen aus dem Nachlass und anderer Besitz. Winter 1979–1980[24]

### 1980er Jahre
- Ernst-Ludwig Kirchner. Zeichnungen – Graphik. – 29. März – 30. Juni 1980[25]
- Mit Stift und Pinsel VII. Herbst 1980[26]

- Max Pechstein 1881–1955. Zeichnungen – Graphik. Frühjahr 1981[27]

- Mit Stift und Pinsel VIII. Aquarelle und Zeichnungen. Herbst 1982[28]
- Querschnitt VI. Herbst 1982[29]

- Erich Heckel. Graphik 1907–1914. Mai–Juni 1983[30]
- Mit Stift und Pinsel VIII. Zeichnungen und Aquarelle. Herbst 1983[31]
- Max Beckmann. Radierungen – Lithographien – Holzschnitte. Mai–Juni 1984[32]
- Ewald Mataré – Lyonel Feininger. September–Oktober 1984[33]
- Werner Gilles. 1894-1961. Aquarelle. Mai–Juni 1985[34]
- Käthe Kollwitz. Zeichnungen – Graphik. Herbst 1985[35]
- Karl Schmidt-Rottluff. Carl-Heinz Kliemann. Holzschnitte und Farbholzschnitte, 19. April-31. Mai 1986[36]
- Paul Holz 1883–1938. Zeichnungen. Auftakt 1987[37]
- Autographen und Graphik. April–Mai 1987[38]
- Querschnitt IX. Radierungen – Lithographien Holzschnitte. Herbst 1988[39]
- Mit Stift und Pinsel XI. Aquarelle und Zeichnungen. Sommer 1989[40]

### 1990er Jahre
- Käthe Kollwitz. Graphik. 17. April -13. Mai 1990[41]
- Querschnitt X. Radierungen – Lithographien – Holzschnitte. Herbst 1990[42]
- Querschnitt XI. Radierungen – Lithographien – Holzschnitte. Herbst 1991[43]
- Max Pechstein. Ein Dorf. Sommer 1992[44]
- Mit Stift und Pinsel XII. Herbst 1993[45]
- Mit Stift und Pinsel XIII. Frühjahr 1994[46]
- Querschnitt XIV. Radierungen – Lithographien – Holzschnitte. Frühjahr 1995[47]
- Mit Stift und Pinsel XIV. Herbst 1995[48]
- Querschnitt XV. Frühjahr 1996[49]
- Querschnitt XVI. Herbst 1996[50]
- Werner Heldt. 1904–1954. Frühjahr 1997[51]
- Karl Schmidt-Rottluff. Holzschnitte 1912–1919. Herbst 1998[52]
- Hans Jaenisch. Aquarelle aus Amerika. Frühsommer 1998[53]
- Ernst Ludwig Kirchner. Holzschnitte – Lithographien. Herbst 1999[54]